# Stampersgat
Stampersgat és un poble situat al municipi de Halderberge, a la província del Brabant del Nord, al sud dels Països Baixos. Segons el cens de 2016 comptava amb una població de 1.221 habitants.

## Galeria

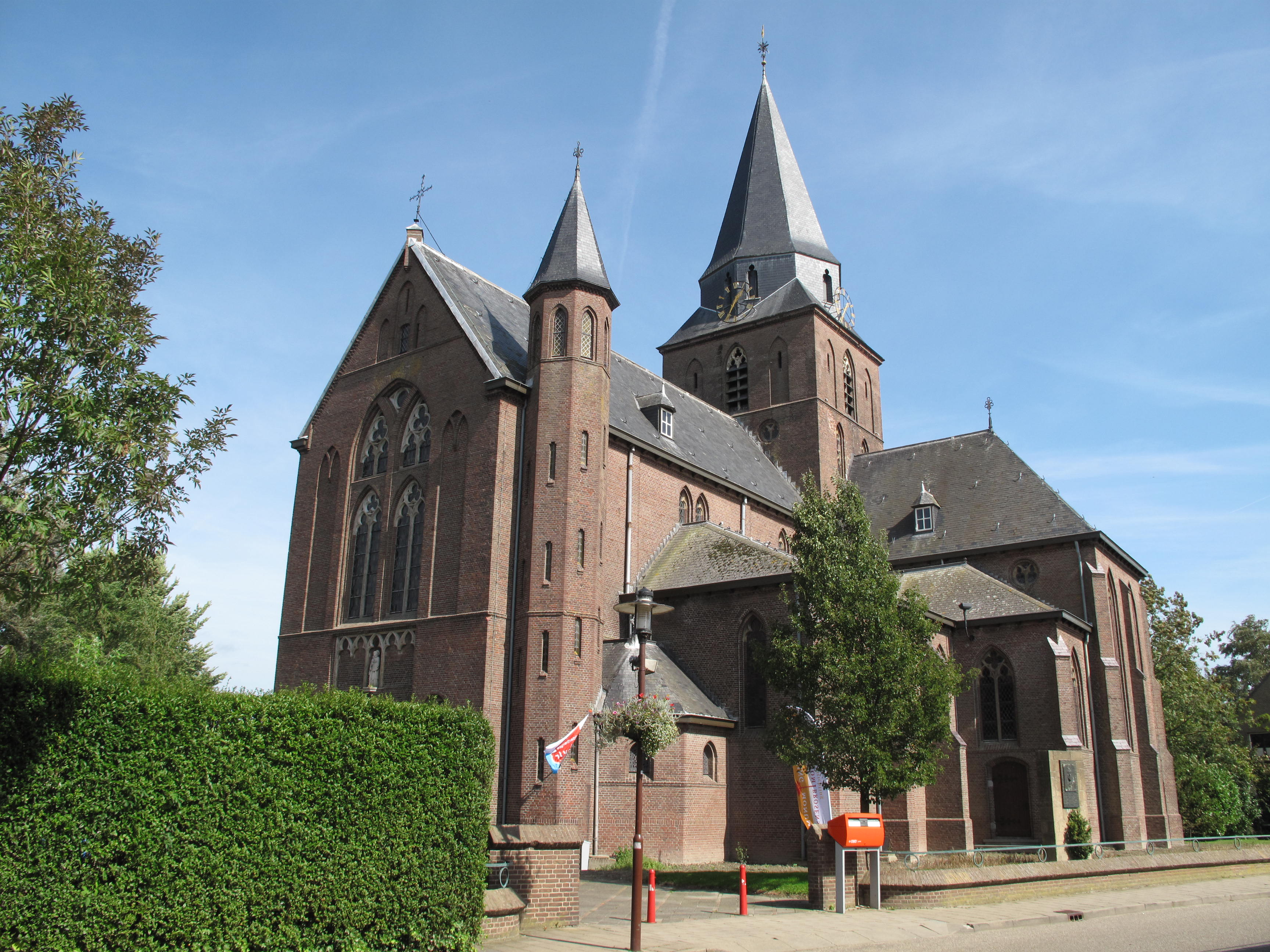
Església de Stampersgat
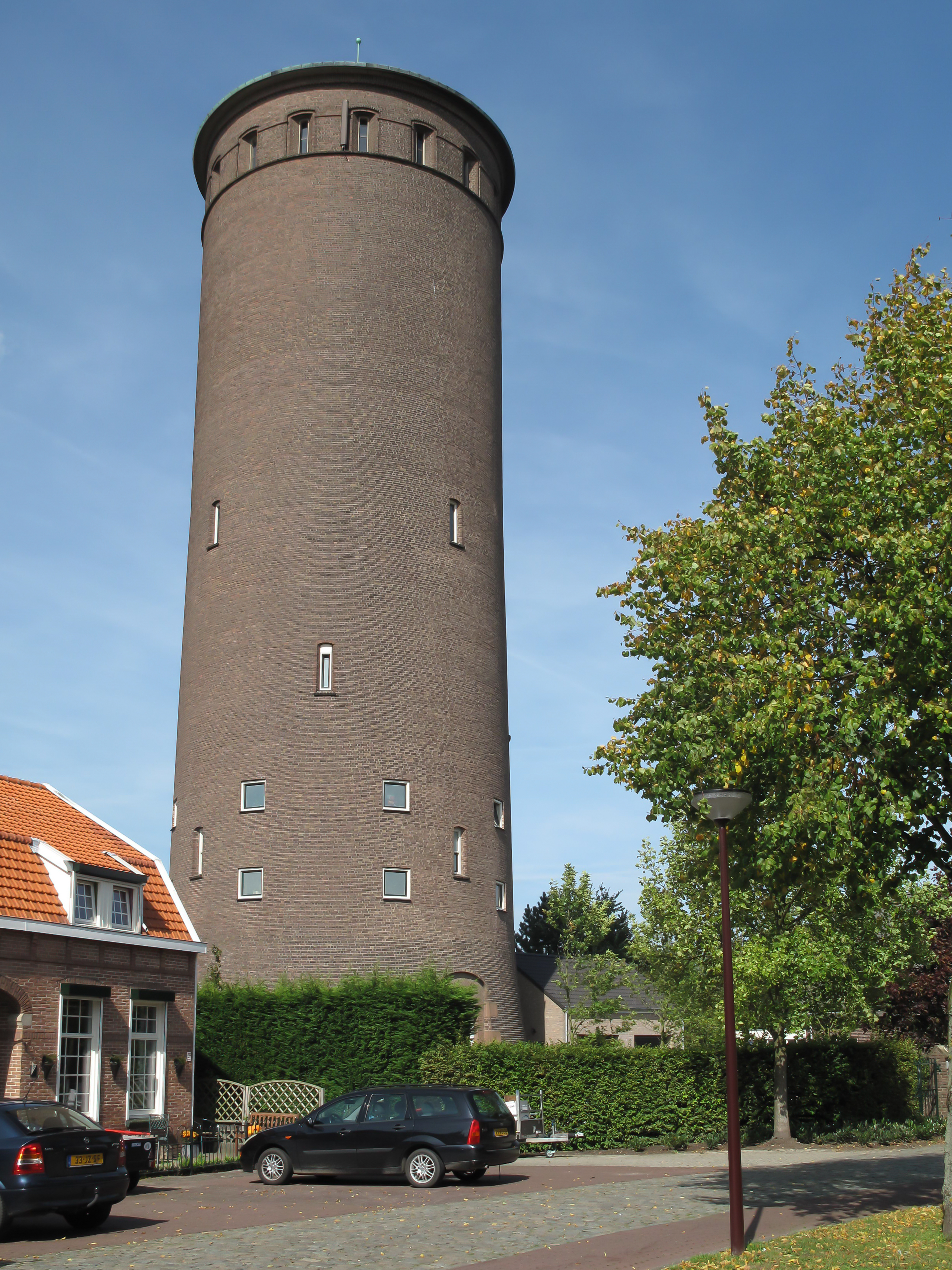
Torre de l'aigua de Stampersgat
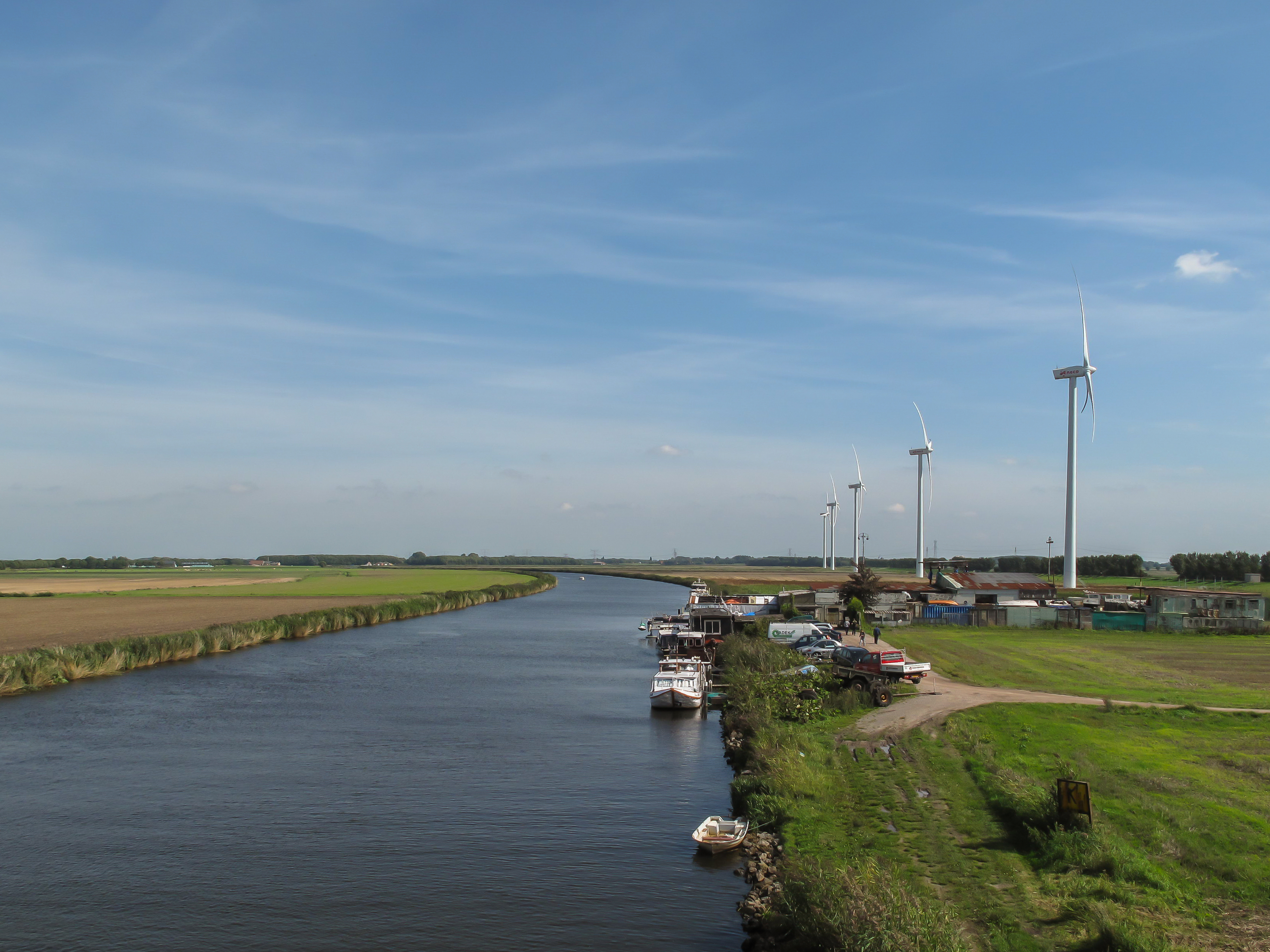
Riu de Mark

## Ciutats agermanades
- - Cheltenham, Anglaterra